# 1999 год в науке
В 1999 году были различные научные и технологические события, некоторые из которых представлены ниже.

## События
- 17 мая — запущен проект распределённых вычислений SETI@home, целью которого является поиск внеземной жизни путём анализа сигналов с радиотелескопов[1].
- 11 августа — солнечное затмение.
- Открыты новые мощные телескопы Субару (8,2-метровый оптический) и «Gemini North» (8.1-м) в Обсерватория Мауна-Кеа на острове Гавайи (США).

## Достижения человечества

### Открытия
- На побережье Намибии открыта крупнейшая в мире бактерия Thiomargarita namibiensis диаметром в 0.75 мм (750 мкм), может наблюдаться невооружённым глазом.
- Заявление об открытии элементов 116 (ливерморий, Lv) и 118 (унуноктий, Uuo) в 1999 году в Беркли (США).

### Новые виды животных
- Животные, описанные в 1999 году
- впервые были обнаружены ископаемые остатки хайкоуихтиса (г. Хайкоу).

## Награды
- Нобелевская премия
  - Физика — Герард Хоофт и Мартин Вельтман — «За прояснение квантовой структуры электрослабых взаимодействий».
  - Химия — Ахмед Зевейл — «За исследование переходных состояний, возникающих во время химических реакций, с использованием фемтосекундной техники».
  - Физиология и медицина — Гюнтер Блобел — «За обнаружение в белковых молекулах сигнальных аминокислот последовательностей, ответственных за адресный транспорт белков в клетке».
  - Экономика — Роберт Манделл — «За анализ монетарной и фискальной политики при различных обменных курсах и за анализ оптимальных валютных зон».

- Премия Бальцана
  - Математика: Михаил Громов (Франция).
  - История XVI—XVIII вв.: Джон Эллиот (Великобритания).
  - Исследования происхождения человека: Луиджи Лука Кавалли-Сфорца (Италия — США).
  - Философия: Поль Рикёр (Франция).

- Информатика
  - Премия Тьюринга
    - Фредерик Ф. Брукс, Мл. — За исторически значимый вклад в компьютерную архитектуру, операционные системы, и проектирование программного обеспечения.

  - Премия Кнута
    - Ласло Ловас.

- Большая золотая медаль имени М. В. Ломоносова
  - Валентин Лаврентьевич Янин — за выдающийся вклад в изучение истории, культуры и письменности Древней Руси.
  - Михаель Мюллер-Вилле[нем.] — за выдающиеся достижения в исследовании славянских и германских древностей Балтийского региона.
- Другие награды РАН
  - Литературоведение:
    - Премия имени А. С. Пушкина — Вадим Эразмович Вацуро — кандидат филологических наук, сотрудник сектора пушкиноведения Пушкинского дома — за монографию «Лирика пушкинской поры, „Элегическая школа“»[2].

- Международная премия по биологии
  - Setsuro Ebashi — физиология животных.

## Скончались
- 16 февраля — Грин, Герберт, британский физик, докторант Нобелевского лауреата Макса Борна в Эдинбурге.
- 25 февраля — Сиборг, Гленн Теодор, знаменитый американский физик. Нобелевская премия (1951).
- 11 марта — Герберт Генри Джаспер, канадский нейрофизиолог.
- 30 сентября — Дмитрий Сергеевич Лихачёв, знаменитый русский филолог, действительный член (академик) Российской Академии Наук.
- 7 октября — Пётр Васильевич Павлив, украинский геодезист, академик, Заслуженный деятель науки и техники Украины, Почётный геодезист Украины.
- 8 ноября — Юрий Васильевич Малышев, российский космонавт.